# Tour della nazionale maschile di rugby a 15 della Nuova Zelanda 1934
La Nuova Zelanda si recò in Australia. I test match furono 2 con una vittoria per i padroni di casa e un pareggio. Gli Australiani, conquistarono dunque la Bledisloe Cup

## Risultati
Sistema di punteggio: meta = 3 punti, Trasformazione=2 punti. Punizione e calcio da mark= 3 punti. drop = 4 punti. 
| Orange (Australia) 1º agosto 1934 | Western Districts | 10 – 51 | Nuova Zelanda XV | (Wade Park) |

| Sydney 4 agosto 1934 | New South Wales | 16 – 18 | Nuova Zelanda XV | (Cricket Ground) |

| Sydney 6 agosto 1934 | New South Wales | 13 – 16 | Nuova Zelanda XV | (Showgrounds) |

| Arbitro: | Roy Cooney |

|                                                          |           |                                                                             |
| mete: Bridle, McLean Towers 2 trasf.: Ross 2 c.p.:Ross 3 | Marcatori | mete: Hore, Knight Max trasf.: Collins Tries Tries Cons Cons Pens Pens none |

| Brisbane 15 agosto 1934 | Queensland | 14 – 31 | Nuova Zelanda XV | Exhibition Ground |

| Brisbane 18 agosto 1934 | An Australian XV | 6 – 11 | Nuova Zelanda XV | Exhibition Ground |

| Newcastle 22 agosto 1934 | Newcastle | 3 – 35 | Nuova Zelanda XV | (Sports Ground) |

| Arbitro: | Arthur Irving |

|              |           |            |
| mete: Loudon | Marcatori | mete: Hore |

| Wellington 30 agosto 1934 | Rest of New Zealand | 17 – 25 | Nuova Zelanda XV | Athletic Park |